# Phaps
Phaps is een geslacht van vogels uit de familie duiven (Columbidae).

## Soorten
Het geslacht kent de volgende soorten:
- Phaps chalcoptera – Bronsvleugelduif
- Phaps elegans – Struikbronsvleugelduif
- Phaps histrionica – Harlekijnduif